# Austin McKenzie
Austin McKenzie (* 16. März 1993 in Clayton) ist ein australischer Eishockeyspieler, der seit 2011 bei Melbourne Ice in der Australian Ice Hockey League unter Vertrag steht.

## Karriere
Austin McKenzie begann seine Karriere als Eishockeyspieler bei den unterklassigen Melbourne Jets. 2009 ging er für zwei Jahre an die Ontario Hockey Academy, für deren Teams er in unterklassigen kanadischen Nachwuchsligen spielte. 2011 kehrte er nach Australien zurück, wo er seither bei Melbourne Ice in der Australian Ice Hockey League unter Vertrag steht. Mit seiner Mannschaft gewann er 2011, 2012 und 2017 den Goodall Cup, die australische Meisterschaft und 2011 als Sieger der Hauptrunde der AIHL auch die H. Newman Reid Trophy. 2013 und 2014 spielte er zudem für Nachwuchsmannschaften aus Melbourne in der Australian Junior Ice Hockey League. 

### International
Für Australien nahm McKenzie im Juniorenbereich an den U18-Weltmeisterschaften 2009 und 2011 in der Division III und 2010 in der Division II sowie den U20-Weltmeisterschaften 2012 und 2013 teil.
Im Herrenbereich stand er im Aufgebot seines Landes bei den Weltmeisterschaften der Division II 2014, 2015 und 2016.

## Erfolge und Auszeichnungen
- 2009 Aufstieg in die Division II bei der U18-Weltmeisterschaft der Division III, Gruppe A
- 2011 Gewinn der H. Newman Reid Trophy mit Melbourne Ice
- 2011 Gewinn des Goodall Cups mit Melbourne Ice
- 2011 Aufstieg in die Division II bei der U18-Weltmeisterschaft der Division III, Gruppe A
- 2012 Gewinn des Goodall Cups mit Melbourne Ice
- 2016 Aufstieg in die Division II, Gruppe B, bei der Weltmeisterschaft der Division II, Gruppe B
- 2017 Gewinn des Goodall Cups mit Melbourne Ice